# Amílcar Lobo
Amílcar Lobo Moreira da Silva (1939 – 22 de agosto de 1997) foi um médico psicanalista.
Tornou-se famoso após a redemocratização do Brasil em 1985, ao ser reconhecido como médico-assistente de torturas realizadas em presos políticos pela repressão militar aos integrantes da luta armada contra a ditadura militar brasileira (1964-1985).
Após formar-se em medicina em 1969, convocado para o serviço militar, com a patente de segundo-tenente médico, ele serviu no 1º Batalhão de Polícia do Exército e no DOI-CODI do Rio de Janeiro (1970-1974), um dos mais duros centros de tortura do país na época.
Usando o codinome de "Dr. Cordeiro", ele era levado por militares aos centros de tortura onde sua função era garantir que os presos torturados ainda tivessem condições de aguentar maiores suplícios. Lobo foi denunciado publicamente em 1981 pela ex-presa política Inês Etienne Romeu como um de seus torturadores durante sua passagem pela notória Casa da Morte, um centro de tortura e assassinatos criado pelo Centro de Informações do Exército (CIEx) na cidade de Petrópolis, estado do Rio de Janeiro. Também a ex-guerrilheira e presa política Vera Sílvia Magalhães, que participou do sequestro do embaixador norte-americano no Brasil Charles Burke Elbrick, acusou Lobo de ministrar-lhe remédios psiquiátricos e fazer-lhe tortura psicológica enquanto esteve presa e torturada na PE entre março e junho de 1970. Em depoimentos dados na época de sua identificação, ele confirmou a morte do ex-deputado federal Rubens Paiva, um dos presos a que deu assistência e é hoje considerado um "desaparecido político", a quem viu "moribundo, uma equimose só e roxo da raiz dos cabelos às pontas dos pés", numa cela do DOI-CODI do Rio de Janeiro.
Lobo foi desligado da Sociedade Psicanalítica do Rio de Janeiro (SPRJ) em 1980 — a entidade afirmou que ele alegava ter conhecimento de sua atuação na repressão e se omitia (a psicanalista Helena Besserman Vianna, mãe do humorista Bussunda, já em 1973, ainda durante os Anos de Chumbo, havia denunciado Lobo à SPRJ e à Associação Psicanalítica Internacional por envolvimento em torturas). Teve seu registro profissional para o exercício da medicina cassado pelo Conselho Regional de Medicina do Rio de Janeiro em 1988 e pelo Conselho Federal de Medicina no ano seguinte.
Ele morreu aos 58 anos, em 22 de agosto de 1997, na cidade do Rio de Janeiro, vítima de pneumonia, infecção generalizada e isquemia cardíaca. Depois de sua morte, sua viúva, Maria Helena Gomes de Souza, publicou em 2006 um depoimento na revista Época, em que afirmava que, apesar de ter sido um médico militar obrigado a prestar serviço para o qual era designado sob pena de prisão, de ter comentado com companheiros de profissão o que fazia e seus receios recebendo de volta a omissão, e mesmo assim ter contado tudo que sabia, seu marido havia sido, ao final, identificado pela sociedade como o único culpado, o "bode expiatório", dos males da repressão.